# Мандрика Роман Йосипович
Роман Йосипович Мандрика (псевдо: «Чорноморець») (нар. 1912, Лопатин — пом. 4 грудня 1950, околиця м.Радехів) — надрайоновий провідник ОУН Радехівщини.

## Життєпис
Роман Мандрика народився 29 січня 1912 року в селищі Лопатині. Після закінчення навчання в школі працював з батьками. Під впливом родини священика о. Кравціва він вступає у члени ОУН і стає першим районовим провідником організації. Арештований польською владою у 1932 році і засуджений на шість років ув’язнення. В 1937 році його звільнили, але вже у 1939 році знову був арештований. На початку 1940 року відійшов за Буг, але від проводу ОУН одержав завдання повернутися і вести підпільну діяльність в умовах більшовицької окупації. Фактично був головним провідником сітки ОУН на теренах Радехівщини.
Після відступу більшовиків працював легально, однак згодом перейшов у підпілля і в червні 1943 року став повітовим провідником ОУН на Радехівщині. Роман Мандрика продовжує боротьбу під час повернення радянської окупаційної влади. Творяться кущові відділи самооборони, сотні, курені УПА. Мандрика стає надрайоновим провідником ОУН і на цьому посту залишається аж до своєї смерті. 
4 грудня 1950 року Роман Мандрика загинув у бою з енкаведистами на окраїні м.Радехова. Тіло було перевезено в лопатинську в'язницю для пізнання.